# Gabriel Dessauer

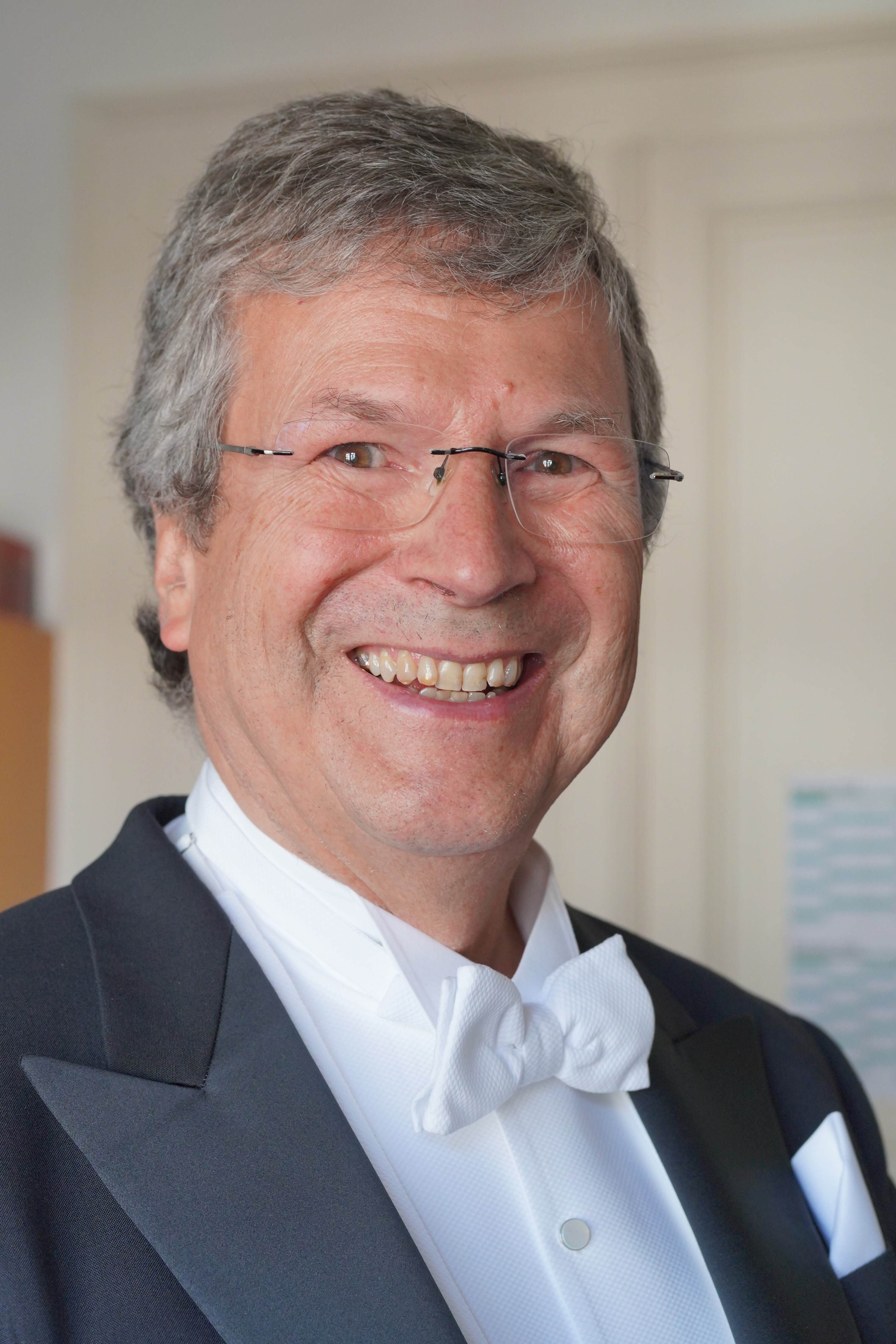
Gabriel Dessauer (2022)

Gabriel Dessauer (* 4. Dezember 1955 in Würzburg) ist ein deutscher Kantor, Konzertorganist und Hochschullehrer. Er war von 1981 bis 2021 verantwortlich für die Kirchenmusik in St. Bonifatius in Wiesbaden. 1985 gründete er den Projektchor Reger-Chor. Er ist ein international konzertierender Organist und lehrte von 1995 bis 2013 Orgel an der Hochschule für Musik Mainz.

## Biografie
Gabriel Dessauer, der Sohn von Guido Dessauer und seiner Frau Gabrielle, schloss seine Schulzeit 1974 mit dem Abitur am Kolleg St. Blasien ab. Er studierte zunächst ein Jahr Kirchenmusik am Richard-Strauss-Konservatorium in München, im Fach Orgel bei Elmar Schloter. Von 1975 bis 1980 studierte er Kirchenmusik und Orgelspiel an der Hochschule für Musik bei Diethard Hellmann und Klemens Schnorr. Er setzte sein Studium bei Franz Lehrndorfer fort und erhielt 1982 das Meisterklassendiplom.
Er war Organist in Gottesdiensten in St. Blasien von 1971 bis 1974, dann ein Jahr an der Evangelischen Akademie Tutzing und Chorleiter des evangelischen Kirchenchores in Tutzing. Von 1975 bis 1981 war er Kantor von St. Andreas in München.

### Kirchenmusik in St. Bonifatius (Wiesbaden)

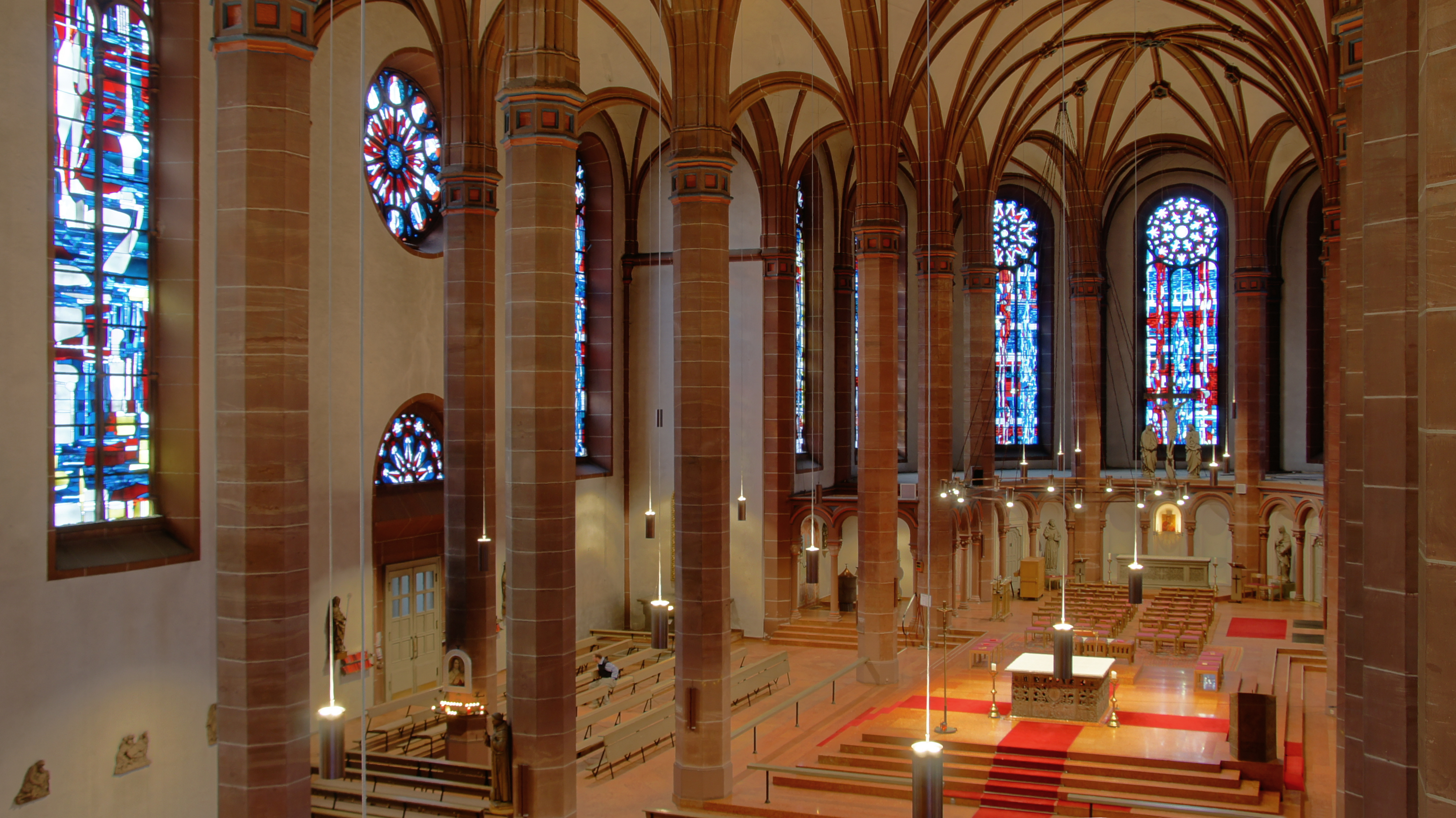
Innenraum von der Orgelempore gesehen

Seit 1981 ist Dessauer Kantor von St. Bonifatius, der katholischen Hauptkirche von Wiesbaden. Er leitete dort bis 2019 den Kirchenchor Chor von St. Bonifatius mit 107 Mitgliedern, der 1862 gegründet wurde, außerdem den Kinderchor von St. Bonifatius sowie die Schola, die den Gregorianischen Choral pflegt. Der Chor singt in Gottesdiensten, dort regelmäßig Orchestermessen von Haydn, Mozart, Beethoven und Schubert zu Weihnachten und Ostern. 2011 wurde die Messe Nr. 1 in B-Dur von Johann Nepomuk Hummel aufgeführt, 2012 die Missa „Dixit Maria“ von Hans Leo Haßler.
Dessauer initiierte 1985 die Neuerrichtung der Orgel, die 1954 von Romanus Seifert & Sohn gebaut wurde, durch die Orgelbaufirma Hugo Mayer. 1995 wurden auf seine Initiative hin drei elektronische Bass-Register eingefügt.

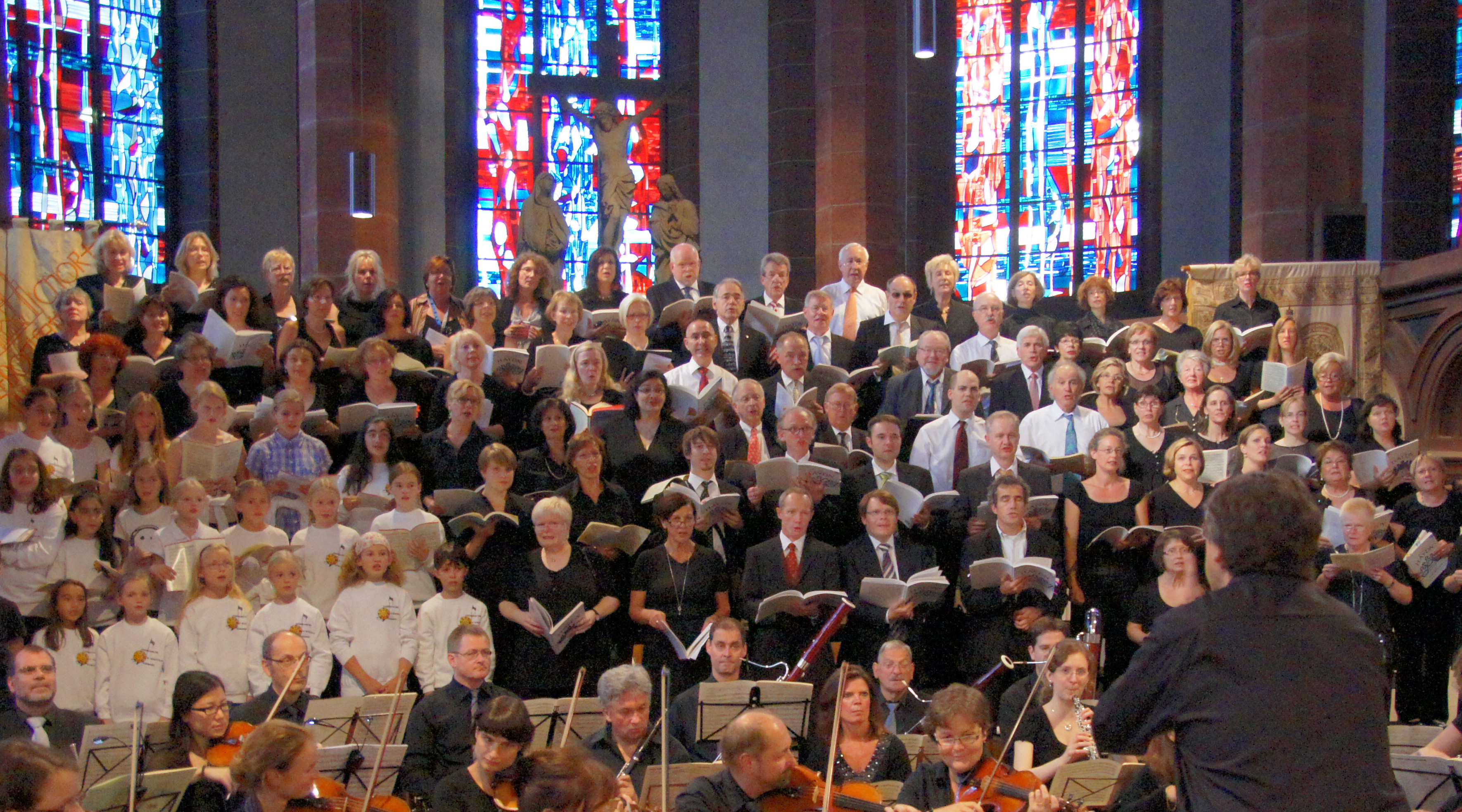
Chor und Kinderchor von St. Bonifatius, 3. Oktober 2011, Haydn Die Schöpfung

Jedes Jahr, seit 1997 regelmäßig am 3. Oktober, dem Tag der Deutschen Einheit, leitet Dessauer ein Chorkonzert mit Werken wie Mendelssohns Elias, Ein deutsches Requiem von Brahms, und Verdis Messa da Requiem. Chor und Kinderchor traten gemeinsam auf in Hermann Suters Le Laudi (1998 und 2007) und 2004 in der Deutschen Erstaufführung von John Rutters Mass of the Children. 2006 leitete Dessauer das Requiem von Karl Jenkins aus dem Jahr 2004. 2010 wählte er Werke von Bach, seine Messe in g-Moll und Chorsätze aus den Kantaten BWV 140, BWV 12, BWV 120 und Wir danken dir, Gott, wir danken dir. 2011 dirigierte er Haydns Die Schöpfung, wobei der Kinderchor den Chorsopran verstärkte.

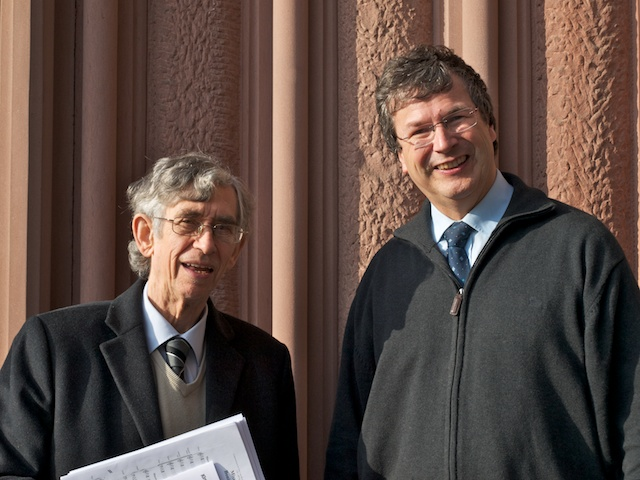
Colin Mawby und Gabriel Dessauer vor St. Bonifatius, 2011

Zum 150. Jubiläum des Chores 2012 beauftragte Dessauer den englischen Komponisten Colin Mawby, die Missa solemnis Bonifatius-Messe für Sopran, Chor, Kinderchor, Oboe und Orgel zu komponieren. Das Werk wurde 2011 vollendet und wurde am 3. Oktober 2012 uraufgeführt.

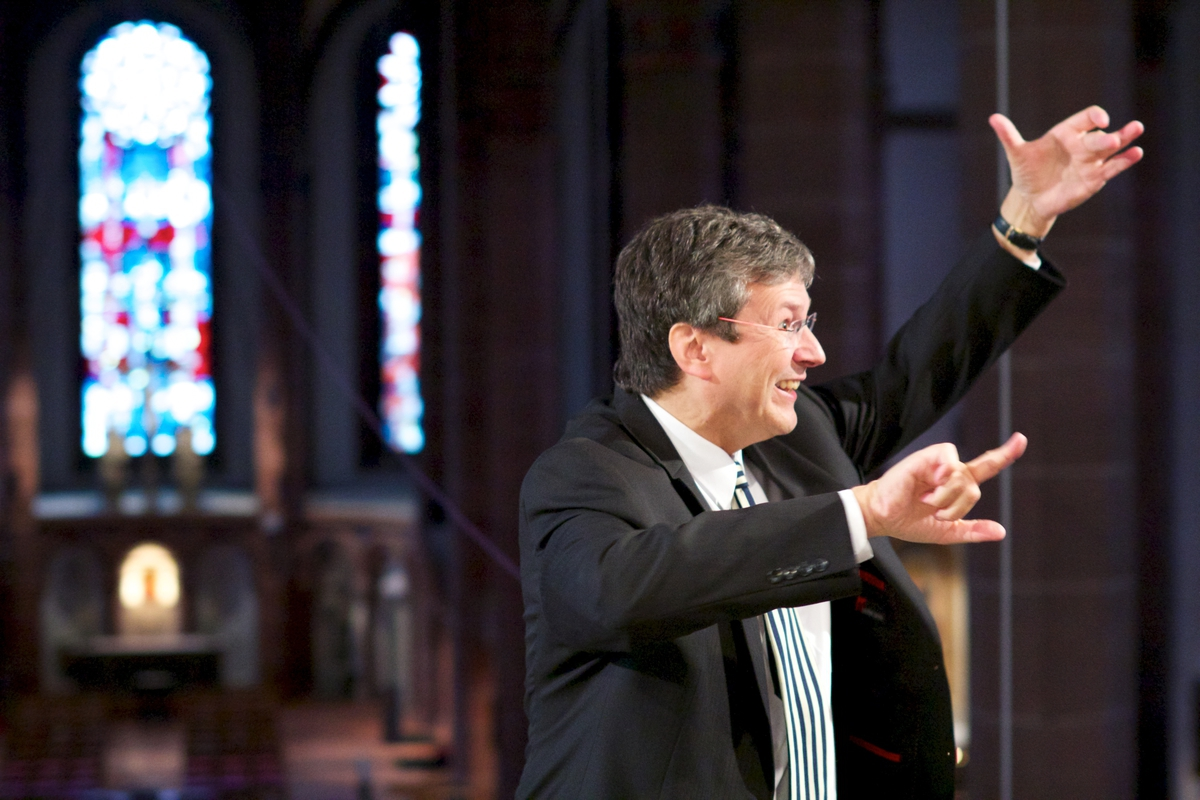
Uraufführung Bonifatius-Messe, 3. Oktober 2012

2013 stellte Dessauer einer Aufführung von Schuberts Messe Nr. 6 die Unvollendete Sinfonie des Komponisten voran,
Er trat mit dem Chor von St. Bonifatius 1986 in Azkoitia und San Sebastián auf, in beiden Kirchen an einer Cavaillé-Coll-Orgel (1986), im Limburger Dom 1987, in St. Jakobus, Görlitz 1990 und in Memphis, Tennessee 1996. Auf einer Chorreise nach Rom 2008 gestalteten er mit dem Chor ein Konzert in San Paolo entro le mura mit Vivaldis Gloria und Haydns Nelson-Messe, begleitet von einem italienischen Orchester, sowie eine Messe im Petersdom.
Dessauer setzte zu Beginn seiner Tätigkeit zunächst die Tradition einer monatlichen Stunde der Kirchenmusik fort und veranstaltete später Boni-Musikwochen, eine Folge von Chor- und Orgelkonzerten zu einem Thema in zwei Wochen. Bei den Musikwochen 2010, Reger und mehr, konzertierten unter anderem Jürgen Sonnentheil (St. Petri, Cuxhaven), Kent Tritle (St. Ignatius Loyola, New York) und Ignace Michiels (Sint-Salvatorskathedraal, Brügge).

### Orgelkonzerte
Dessauer spielte Orgelkonzerte in Europa und den USA, dort unter anderem in der Washington National Cathedral und St. Patrick’s Cathedral in New York City. Er spielte die Kotzschmar-Orgel im Merrill Auditorium in Portland, Maine, und in der Cathedral of Our Lady of the Angels in Los Angeles. 2004 hielt er einen Vortrag bei der National Convention der American Guild of Organists in Los Angeles über die Chormusik von Max Reger, der ein Mitglied der Gemeinde St. Bonifatius war, als er in Wiesbaden studierte und lebte. 2005 spielte Dessauer die Spreckels-Orgel in San Diego, die größte Freiluftorgel der Welt. 2010 gab er ein Konzert in St. Ignatius Loyola, New York.
Seit 1992 organisierte für das Rheingau Musik Festival Orgeltouren, die zu historischen Orgeln im Rheingau führten, später auch zu Domen und benachbarten Kirchen, zum Wormser Dom und der Dreifaltigkeitskirche, dem Speyerer Dom, Würzburger Dom und Fuldaer Dom. Dessauer spielte regelmäßig bis 2010 ein Silvesterkonzert an der Walcker-Orgel der Marktkirche in Wiesbaden gemeinsam mit ihrem Organisten Hans Uwe Hielscher.

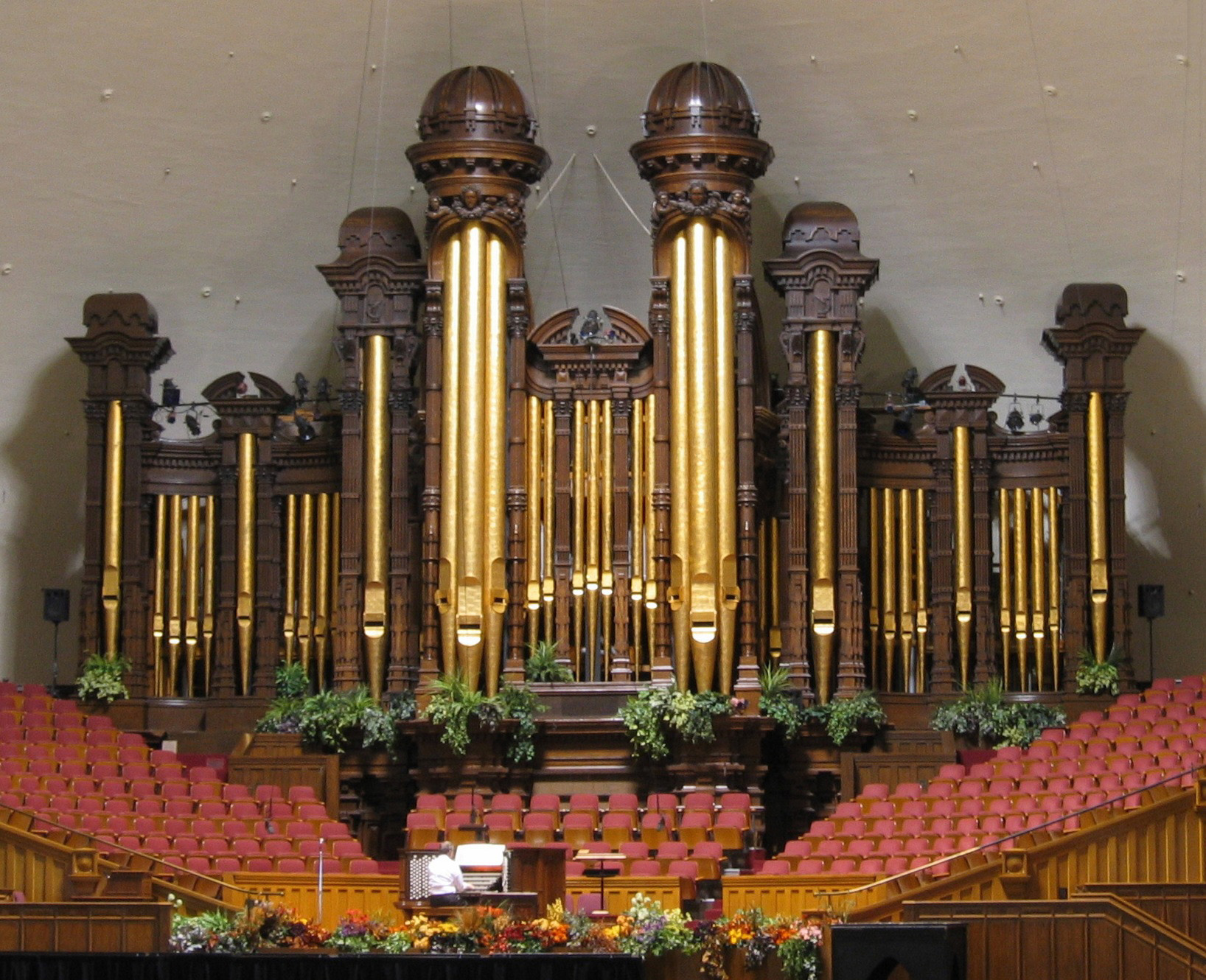
Orgel des Salt Lake Tabernacle in Salt Lake City

2014 spielte er in den USA an der Kathedrale von Washington, an St. Mary’s Cathedral in San Francisco, und an der Orgel des Salt Lake Tabernacle in Salt Lake City.

### Lehre
Von 1995 bis 2013 lehrte Dessauer Orgel an der Hochschule für Musik Mainz, einem weitgehend autonomen Teil der Johannes Gutenberg-Universität Mainz.

### „Reger-Chor“
1985 lud Dessauer Sängerinnen und Sänger ein, einen Projektchor zu bilden, um ein einziges Werk aufzuführen, das Hebbel-Requiem von Reger in der Orgelversion von Max Beckschäfer. Der Name Reger-Chor wurde gewählt, als 1988 ein zweites Projekt der Deutschen Erstaufführung der Messe op. 111 von Joseph Jongen galt. Ein weiteres Projekt war 1990 eine der ersten Aufführungen in Deutschland von Rutters Requiem, aufgenommen auf der ersten CD des Chores. 2001 begann eine internationale Zusammenarbeit mit dem Organisten Ignace Michiels, die eine ungefähr gleiche Anzahl von Choristen aus Flandern und dem Rhein-Main-Gebiet für ein jährliches Konzert vereint, das sowohl in Deutschland als auch in Belgien aufgeführt wird. 2003 leitete Dessauer die Uraufführung der Orgelfassung von Regers Der 100. Psalm von François Callebout.
In Ergänzung zu Werken von Reger wählte Dessauer bevorzugt selten aufgeführte geistliche Musik, wie zum Beispiel Werke von Herbert Howells, Benjamin Britten, Herbert Sumsion, Maurice Duruflé, Edward Elgar, Frederick Delius, William Lloyd Webber, Jules Van Nuffel, Joseph Ryelandt, Andrew Carter, Kurt Hessenberg, Rupert Lang, Morten Lauridsen und Eric Whitacre.

### Chorprojekte
1995 bereitete Dessauer den Chor vor für ein Gedenkkonzert 50 Jahre nach Kriegsende, gemeinsam mit der Schiersteiner Kantorei, Wiesbaden, einem englischen Chor und einem aus Macon, Georgia, Brittens War Requiem, dirigiert von Martin Lutz. Ein Jahr später nahm der Chor teil an einer Aufführung des Werks in Macon.
1999 organisierte er zusammen mit Ignace Michiels ein Projekt, gemeinsam ein Jahrhundert der Gewalt zum Abschluss zu bringen. Sowohl in Brügge als auch in Wiesbaden wurde ein Konzert aufgeführt von den Chören Cantores und Chor von St. Bonifatius, mit Michiels an der Orgel und Dessauer am Pult. Das Konzert in Brügge am 23. Oktober 1999 hieß Eeuw van zinloos Geweld (Jahrhundert sinnloser Gewalt). Auf dem Programm standen Van Nuffels In convertendo Dominus, Rudolf Mauersbergers Wie liegt die Stadt so wüst, und Duruflés Requiem. Das Konzert in Wiesbaden hieß Versöhnungskonzert zum Ende des Jahrhunderts.
Im November 2009 führte Dessauer erneut Duruflés Requiem auf, diesmal mit einem Chor von Freiwilligen, die in einem Gedenkkonzert ein Zeichen gegen Antisemitismus setzen wollten. Janina Moeller sang das Mezzosopran-Solo, Petra Morath-Pusinelli spielte die Orgel.
Im November 2015 war er als Organist für einen vom Referat Kirchenmusik im Bistum Limburg veranstalteten Projekttag tätig, bei dem ein Chor von ca. 150 Sängerinnen und Sängern Gabriel Fauré's Requiem erarbeitete und im Rahmen der Wiesbadener Bachwochen aufführte. Er spielte ergänzend Olivier Latry's Salve Regina, in dem er, wie eine Rezensentin schrieb, „den gesamten Kosmos des Menschlichen nachempfinden ließ, einschließlich der Grausamkeit und Gewalt, aus der in diesem Gebet um Errettung gebeten wird“.

## Einspielungen
- Kontraste (Memento vom 2. März 2012 im Internet Archive) – Gabriel Dessauer an der Mayer-Orgel von St. Bonifatius, Organ Historical Society Catalog
- Orgel-Feuerwerk I–V ohscatalog.org
- Just for Fun ohscatalog.org
- John Rutter: Requiem, Motetten von Reger, Julius Reubke: Sonate Der 94. Psalm, Reger-Chor, Monika Fuhrmann (Sopran), Instrumentalisten, Orgel (Rutter): Petra Morath, Orgel (Reubke) und Leitung: Gabriel Dessauer (1990, live in St. Bonifatius, Wiesbaden)
- Romantische Orgelkonzerte, Marco Enrico Bossi: Konzert a-Moll op. 100, Josef Gabriel Rheinberger: Konzert g-Moll op. 177, Léon Boëllmann: Suite Gothique op. 25, Kammerphilharmonie Rhein-Main, Leitung: Jürgen Bruns (1997)
- Hermann Suter: Le Laudi, Zofia Kilanowicz, Pamela Pantos, Andreas Karasiak, Johann Werner Prein, Chor von St. Bonifatius, Kinderchor von St. Bonifatius, Witold Lutosławski Philharmonic Wroclaw, 1999 OCLC 174599733.
- Max Reger: Hebbel-Requiem, Orgelwerke, Reger-Chor-International, Orgel: Ignace Michiels, Leitung: Gabriel Dessauer (2001, live in St. Bonifatius, Wiesbaden)
- Max Reger: Der 100. Psalm, Introduction, Passacaglia und Fuge in e-Moll (Memento vom 15. August 2012 im Internet Archive) op. 127, Reger-Chor-International, Orgel: Ignace Michiels, Leitung: Gabriel Dessauer (2003, live in St. Bonifatius, Wiesbaden).